# 蒼い鳥 (Plastic Treeの曲)
「蒼い鳥」は、Plastic Treeの11枚目のシングル。2002年6月26日発売。発売元はATMARK CORPORATION。

## 概要
前作『散リユク僕ラ』から約7ヶ月半ぶりのシングル。
ドラムのTAKASHIが脱退し、3人体制となり初の作品である。

## 収録曲
1. 蒼い鳥
  - 作詞・作曲：有村竜太朗
  - CDジャーナルでは、「彼らの持ち味はそのままに、よりメロディアスなミッド・テンポのバラード」と解説されている[3]。
  - PVが製作されており、PV集『二次元ヲルゴール.3』に収録された。
2. ガーベラ
  - 作詞：有村竜太朗、作曲：長谷川正

## 収録アルバム
オリジナル
- 『トロイメライ』（#1、#2）

ベスト
- 『Best Album 白盤』（#1）
- 『Best Album 黒盤』（#2）